# 薪島郡
薪島郡（シンドぐん）は、朝鮮民主主義人民共和国平安北道に属する行政区域。鴨緑江河口の黄海に浮かぶ島々からなる。北朝鮮統治範囲の最西端にあたり、名目上は大韓民国領土の最西端でもある。

## 地理
鴨緑江河口の中国寄りに位置する黄金坪・緋緞島・薪島などの島々を管轄し、鴨緑江本流を隔てて東の対岸に龍川郡がある。西は中華人民共和国遼寧省丹東市に属する東港市と隣接している。その地理的な特性から、中国の資本により金融・経済特区を開発する計画がある。

## 行政区域
1邑・2労働者区・1里を管轄する。
| - 薪島邑（シンドウプ） - 緋緞ソム労働者区（ピダンソムノドンジャグ） - 西湖労働者区（ソホロドンジャグ） - 黄金坪里（ファングンピョンニ） |

## 歴史
かつては平安北道龍川郡に属していた。1960年代に一時期独立した郡になっている。1988年に再び薪島郡が設置された。

### 年表
この節の出典
- 1988年7月 - 平安北道龍川郡緋緞ソム労働者区・黄金坪里および西石里の一部をもって、薪島郡を設置。(1邑2労働者区1里)
  - 緋緞ソム労働者区の一部が分立し、薪島邑が発足。
  - 西石里が西湖労働者区に昇格。

### 薪島郡(1967年~1969年)
- 1967年10月 - 平安北道龍川郡薪西里・薪島労働者区および西石里の一部をもって、薪島郡を設置。(1邑1労働者区1里)
  - 西石里・薪島労働者区の各一部が合併し、薪島邑が発足。
  - 西石里の残部・薪島労働者区の残部が合併し、緋緞ソム労働者区が発足。
- 1969年 - 薪島郡廃止。
  - 薪島邑・緋緞ソム労働者区・薪西里が龍川郡に編入。